# 정조대왕 능행차
정조대왕 능행차는 매년 10월에 열리는 행사이다. 조선왕조 22대 임금인 조선 정조가 한양의 창덕궁을 떠나 경기도 수원군(현재의 경기도 화성시)에 안장된 아버지 조선 장조의 능인 융릉으로 참배차 능행하였던 것을 재현하는 행사로 서울특별시 종로구 창덕궁을 출발하여 경기도 화성시 융건릉까지 동선이 이어진다. 
원래는 경기도 수원시와 화성시 관내에서만 열려왔다가 2016년부터 서울특별시와 경기도 안양시, 군포시, 의왕시까지 연장하였다.

## 개요
조선 정조는 재위에 오른 이래로 매번 아버지 조선 장조(사도세자)를 생각하며 그가 안장된 왕릉인 수원 융릉으로 참배를 가기위해 능행을 하였는데 그가 머물렀던 한양 창덕궁을 출발하여 한강을 건너서 경기도 시흥군을 거쳐서 수원군에 있는 아버지 능인 융릉으로 가서 참배를 하였고 능행 중에 수원 화성행궁에 머무르면서 정사를 보기도 하였다. 이는 정조가 1800년에 붕어(崩御)할 때까지 이어졌으며 정조는 붕어 후 아버지의 융릉 옆에 있는 건릉에 안장되었다.
이에 정조의 효행과 효심을 기리고자 서울특별시의 종로구, 용산구, 동작구, 금천구와 경기도 안양시, 군포시, 의왕시, 수원시, 화성시가 합동으로 정조의 능행을 재현하는 행사를 매년 가을마다 열고있다. 

## 능행 경로(창덕궁 → 융건릉)

### 1일차(서울특별시)
서울특별시 종로구 창덕궁 출발 → 용산구 한강대로 → 한강대교 노들섬(배다리) → 동작구 노량진로(용양봉저정) → 금천구 시흥대로(구 시흥행궁)에서 1일차 마무리 

### 2일차(경기도)
금천구청 → 안양로 → 군포로 → 의왕 경수대로 → 수원 장안로 → 장안문 → 화성행궁 → 연무대 → 대황교동(수원 화성 시계) → 화성 융건릉 도착           

## 기타
2019년 행사는 아프리카돼지열병으로 인해서 경기도 구간 능행 행사가 취소되어 서울특별시 구간만 진행하여 시흥대로 구 시흥행궁지까지만 단축하였다. 
태풍 미탁의 발생으로 한강 배다리 설치가 불가하여 노들섬 내 진입이 취소되었다. 